# بیلینگتون، بدفوردشر
بیلینگتون (به انگلیسی: Billington) یک روستا در بریتانیا است که در Great Billington واقع شده‌است. بیلینگتون ۶۳۲ نفر جمعیت دارد.